# Cardeniopsis regalis
Cardeniopsis regalis är en insektsart som först beskrevs av Heinrich Hugo Karny 1907.  Cardeniopsis regalis ingår i släktet Cardeniopsis och familjen gräshoppor. Inga underarter finns listade i Catalogue of Life.